# Alexéi Lezin
Alexéi Vladímirovich Lezin –en ruso, Алексей Владимирович Лезин– (Energuétik, URSS, 27 de febrero de 1973) es un deportista ruso que compitió en boxeo.
Participó en dos Juegos Olímpicos de Verano, en los añs 1996 y 2000, obteniendo una medalla de bronce en Atlanta 1996, en el peso superpesado.
Ganó una medalla de oro en el Campeonato Mundial de Boxeo Aficionado de 1995, y tres medallas en el Campeonato Europeo de Boxeo Aficionado entre los años 1996 y 2000.

## Palmarés internacional
| Juegos Olímpicos   | Juegos Olímpicos         | Juegos Olímpicos  | Juegos Olímpicos |
| Año                | Lugar                    | Medalla           | Categoría        |
| ------------------ | ------------------------ | ----------------- | ---------------- |
| 1996               | Atlanta (Estados Unidos) | Medalla de bronce | kg               |
| Campeonato Mundial |                          |                   |                  |
| Año                | Lugar                    | Medalla           | Categoría        |
| 1995               | Berlín (Alemania)        | Medalla de oro    | +91 kg           |
| Campeonato Europeo |                          |                   |                  |
| Año                | Lugar                    | Medalla           | Categoría        |
| 1996               | Vejle (Dinamarca)        | Medalla de oro    | +91 kg           |
| 1998               | Minsk (Bielorrusia)      | Medalla de oro    | +91 kg           |
| 2000               | Tampere (Finlandia)      | Medalla de oro    | +91 kg           |